# PZMS Połtawa
ŻMFK PZMS Połtawa (ukr. ЖМФК «ПЗМС» Полтава) – ukraiński klub futsalu kobiet, mający siedzibę w mieście Połtawa w środkowo-wschodniej części kraju, działający w latach 1989–2020.

## Historia
Chronologia nazw:
- 1989: ŻFK Bukowynka Czerniowce (ukr. ЖФК «Буковинка» Чернівці)
- 1992: ŻMFK Łehmasz Czerniowce (ukr. ЖМФК «Легмаш» Чернівці)
- 1995: ŻMFK Nika Czerniowce (ukr. ЖМФК «Ніка» Чернівці)
- 1995: ŻMFK Nika Połtawa (ukr. ЖМФК «Ніка» Полтава)
- 1997: ŻMFK Nika-Uniwersytet Połtawa (ukr. ЖМФК «Ніка-Університет» Полтава)
- 1998: ŻMFK Nika-Peduniwersytet Połtawa (ukr. ЖМФК «Ніка-Педуніверситет» Полтава)
- 2008: ŻMFK Nika-PNPU Połtawa (ukr. ЖМФК «Ніка-ПНПУ» Полтава)
- 2015: ŻMFK PZMS Połtawa (ukr. ЖМФК «ПЗМС» Полтава)
- 2020: klub rozwiązano

Klub piłkarski Bukowynka został założony w Czerniowcach w 1989 roku z inicjatywy trenera Serhija Jahodkina. W 1990 roku zespół zwyciężył w grupie I Drugiej ligi Mistrzostw ZSRR w piłce nożnej kobiet, a potem w turnieju finałowym również był pierwszym. W następnym 1991 roku drużyna zajęła 3 miejsce w grupie I Pierwszej ligi. W pierwszych mistrzostwach niepodległej Ukrainy w piłce nożnej kobiet klub zajął 5. miejsce wśród 14 drużyn, startujących w Wyższej lidze.
W 1992 roku klub przekwalifikował się na futsal. Klub przyjął nazwę Łehmasz i startował w otwartych mistrzostwach Białorusi w futsalu. Potem w kolejnym sezonie 1993/94 drużyna uczestniczyła w Mistrzostwach Rosji w futsalu kobiet. Chociaż wygrała turniej eliminacyjny w podmoskiewskim Friazino, ale nie mogła dalej startować w turnieju finałowym, który przeznaczony był tylko dla rosyjskich drużyn.
W 1995 roku, kiedy Ukraina zdecydowała się na pierwsze krajowe Mistrzostwa w futsalu kobiet, klub z nazwą Nika Czerniowce rozpoczął występy na najwyższym poziomie, ale wkrótce trener Serhij Jahodkin i jego drużyna przeniosła się do rodzinnej Połtawy, zmieniając nazwę na Nika Połtawa. Klub pod wodzą Jahodkina został pierwszym mistrzem Ukrainy w futsalu kobiet. W następnym sezonie 1996 zespół brał udział jedynie w rozgrywkach Pucharu Ukrainy w futsalu kobiet, zdobywając trofeum. Od 1997 do 2003 roku drużyna co roku zdobywała mistrzostwo Ukrainy. W 1997 klub nawiązał współpracę z Połtawskim Narodowym Uniwersytetem Pedagogicznym dlatego nazywał się Nika-Uniwersytet, Nika-Peduniwersytet i Nika-PNPU. W sezonie 2004/05 klub zdobył swoje dziewiąte mistrzostwo, a w sezonie 2006/07 po raz ostatni został mistrzem Ukrainy. W następnych sezonach królował klub Biłyczanka-NPU.
Latem 2015 roku zmarł wieloletni kierownik zespołu Serhij Jahodkin. We wrześniu tego samego roku sponsorem klubu został Połtawski Zakład Medycznego Szkła (PZMS), a klub zmienił nazwę na PZMS. W sezonie 2017/18 zespół po raz ostatni był na podium, zdobywając srebrne medale mistrzostw. W sezonie 2018/19 zespół zajął końcowe czwarte miejsce. W następnym sezonie 2019/20 klub znów zajął czwarte miejsce w Wyższej lidze, ale potem zrezygnował z dalszych występów i został rozwiązany.

## Barwy klubowe, strój, herb, hymn
|  |

Klub ma barwy zielone. Piłkarki domowe spotkania zazwyczaj grają w zielonych koszulkach, zielonych spodenkach oraz zielonych getrach.

## Sukcesy

### Trofea międzynarodowe
Nie uczestniczył w rozgrywkach europejskich (stan na 31-05-2021).

### Trofea krajowe
| \| \| Zdobyte trofea w rozgrywkach Ukrainy (stan na: 31-05-2021) \| |                                                            |      |                                                                                    |
| Rozgrywki                                                           | Osiągnięcie                                                | Razy | Sezon(y)                                                                           |
| · Mistrzostwo                                                       | I miejsce                                                  | 10   | 1995, 1997, 1997/98, 1998/99, 1999/00, 2000/01, 2001/02, 2002/03, 2004/05, 2006/07 |
| · Mistrzostwo                                                       | II miejsce                                                 | 4    | 2005/06, 2008/09, 2010/11, 2012/13, 2016/17, 2017/18                               |
| · Mistrzostwo                                                       | III miejsce                                                | 5    | 2003/04, 2011/12, 2013/14, 2014/15, 2015/16                                        |
| Puchar                                                              | zdobywca                                                   | 5    | 1996, 2000, 2001, 2003, 2005                                                       |
| Puchar                                                              | finalista                                                  | 0    |                                                                                    |
| II liga                                                             | I miejsce                                                  | 0    |                                                                                    |
| II liga                                                             | II miejsce                                                 | 0    |                                                                                    |
| II liga                                                             | III miejsce                                                | 0    |                                                                                    |
| Ukraina                                                             | Zdobyte trofea w rozgrywkach Ukrainy (stan na: 31-05-2021) |      |                                                                                    |

## Poszczególne sezony

### Rozgrywki międzynarodowe

#### Europejskie puchary
Nie uczestniczył w rozgrywkach europejskich (stan na 31-05-2021).

### Rozgrywki krajowe
| \| \| Bilans występów klubu w rozgrywkach Ukrainy (Stan na 31 maja 2021 r.) \| |                                                                       |        |       |   |   |   |    |    |     |           |        |        |      |
| Poziom                                                                         | Rozgrywki                                                             | Sezony | Mecze | Z | R | P | B+ | B– | Pkt | Lata      | Awanse | Spadki | Naj. |
| I                                                                              | Wyszcza liha                                                          | 26     |       |   |   |   |    |    |     | 1995–2020 | 0      | 0      | 1    |
| II                                                                             | Persza liha                                                           | 0      |       |   |   |   |    |    |     |           | 0      | 0      |      |
|                                                                                | Puchar Ukrainy                                                        | 20+    |       |   |   |   |    |    |     | od 1996   | 0      | 0      | 1    |
| Ukraina                                                                        | Bilans występów klubu w rozgrywkach Ukrainy (Stan na 31 maja 2021 r.) |        |       |   |   |   |    |    |     |           |        |        |      |

## Piłkarki, trenerzy, prezydenci i właściciele klubu

### Trenerzy
| Lp. | Imię i nazwisko | Okres urzędowania | Okres urzędowania |
| --- | --------------- | ----------------- | ----------------- |
| 1.  | Serhij Jahodkin | 1989              | 23.07.2015        |
| 2.  | Mykoła Kudacki  | 01.09.2015        | 30.06.2020        |

## Struktura klubu

### Hala
Klub rozgrywał swoje mecze domowe w Hali Kompleksu Sportowego PZMS w Połtawie, który może pomieścić 500 widzów.

### Derby
- Biłyczanka-NPU